# Kenneth Brylle
Kenneth Brylle Larsen (* 22. Mai 1959 in Kopenhagen) ist ein ehemaliger dänischer Fußballspieler, der auch die belgische Staatsbürgerschaft besitzt.

## Laufbahn als Spieler
Brylle begann seine Karriere 1977 bei Hvidovre IF. Nach einem Jahr wechselte er weiter zu Vejle BK, 1979 in die 1. Division zum RSC Anderlecht. Dort gewann er einmal die belgische Meisterschaft (1981) und den UEFA-Pokal 1983. Brylle spielte im ersten Finale gegen Benfica Lissabon durch und erzielte in der 30. Minute den Siegtreffer zum 1:0. Im zweiten Finale in Lissabon wurde er in der 78. Minute für Erwin Vandenbergh eingewechselt. In seiner Zeit in Belgien fiel auch die Berufung in die dänische Auswahl für die Europameisterschaft 1984 in Frankreich. Brylle wurde zweimal eingesetzt und erzielte ein Tor. Dänemark schied im Halbfinale aus. Insgesamt spielte er 16-mal für die dänische Nationalmannschaft und erzielte dabei zwei Tore.
In diesem Jahr 1984 wechselte er auch in die niederländische Eredivisie zur PSV Eindhoven, die er nach einem Jahr in die französische Division 1 (heute Ligue 1) verließ. Brylle unterschrieb für ein Jahr bei Olympique Marseille. Danach ging er zurück in die belgische Erste Division und unterzeichnete einen Kontrakt beim FC Brügge. 1986 wurde er für eine Halbsaison nach Spanien zu CE Sabadell verliehen. Er kehrte im gleichen Jahr wieder zurück und blieb bis 1989. In dieser Zeit gewann er einmal die belgische Meisterschaft und einmal den belgischen Supercup. 1989 wechselte er zu Germinal Ekeren. Nach drei Jahren in Antwerpen kam er noch für eine Saison zu Lierse SK. Danach ließ er seine Karriere beim unterklassigen Verein FC Knokke ausklingen. Brylle beendete seine Karriere 1994.

## Laufbahn als Trainer und Scout
Nach dem Ende seiner aktiven Laufbahn war er Trainer beim FC Knokke, beim KV Ostende, beim KV Eendracht Aalter, bei White Star Lauwe und beim SC Wielsbeke. Von 2009 bis 2010 betreute Kenneth Brylle in seinem Geburtsland Dänemark den Zweitligisten Hvidovre IF. 2011 kehrte er nach Belgien zurück und wurde Scout sowie Stürmertrainer des FC Brügge.

## Erfolge
- Belgischer Meister: 1981, 1988
- Belgischer Supercupsieger: 1988
- UEFA-Pokal-Sieger: 1983

## Privates
Nach seiner Karriere wurde Kenneth Brylle, abgesehen von einem Aufenthalt als Trainer bei Hvidovre IF, in Belgien sesshaft. Neben der dänischen besitzt er auch die belgische Staatsbürgerschaft.